# Hueco de electrón

Cuando un electrón abandona un átomo de helio, deja un hueco de electrón en su lugar. Esto hace que el átomo de helio quede cargado positivamente.

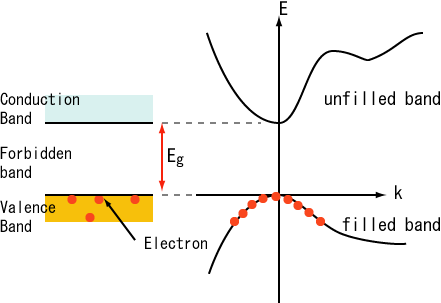
Una estructura de banda electrónica de un semiconductor (derecha) incluye la relación de dispersión de cada banda, es decir, la energía de un electrón E como una función del vector de onda del electrón k. La "banda sin relleno" es la banda de conducción del semiconductor; está curvada hacia arriba indicando masa efectivapositiva. La "banda llena" es la banda de valencia del semiconductor; se curva hacia abajo indicando masa efectiva negativa.

Un hueco de electrón , o simplemente hueco, es la ausencia de un electrón en la banda de valencia que estaría normalmente completa sin el «hueco». Una banda de valencia completa (o casi completa) es característica de los aislantes y de los semiconductores. La noción de «hueco», desarrollada por Werner Heisenberg en 1931, es esencialmente un modo sencillo y útil para analizar el movimiento de un gran número de electrones, considerando expresamente tal ausencia o hueco de electrones como si fuera una partícula elemental o —más exactamente— una cuasipartícula. Los «huecos» no son partículas como sí lo es —por ejemplo— el electrón, sino la «falta» de un electrón en un semiconductor; a cada falta de un electrón —entonces— resulta asociada una complementaria carga de signo positivo (+).
Considerado lo anterior, el hueco de electrón, junto al electrón, es entendido como uno de los portadores de carga que contribuyen al paso de corriente eléctrica en los semiconductores. El mecanismo por el cual los huecos contribuyen a la conducción de corriente eléctrica puede explicarse cualitativamente como sigue: En los semiconducturoes, si un enlace está incompleto (hay un hueco), es relativamente fácil que un electrón ligado de un átomo vecino abandone su enlace para llenar el hueco. De esta forma un electrón que deja su enlace para llenar un hueco deja, a su vez, otro hueco en su posición inicial. Por tanto, el hueco se mueve efectivamente en dirección contraria al electrón. El electrón liberado no interviene en este proceso y puede desplazarse de manera totalmente independiente. Se ha convertido en un electrón de conducción. 
El hueco de electrón tiene carga positiva y de valor absoluto igual que el electrón (el electrón tiene carga negativa).
Por ejemplo cuando un cristal tetravalente (es decir, de cuatro valencias) como el muy conocido silicio es dopado con átomos específicos que, como el boro, poseen solo tres electrones en estado de valencia atómica, uno de los cuatro enlaces del silicio queda libre. Es entonces que los electrones adyacentes pueden con cierta facilidad desplazarse y ocupar el lugar que ha quedado libre en el enlace; este fenómeno es llamado entonces hueco.
Para un observador externo lo antedicho será percibido como el «desplazamiento de una carga positiva», sin embargo lo real es que se trata del desplazamiento de electrones en sentido opuesto al más frecuente.
La descripción figurada de un hueco de electrón como si se tratara de una partícula equiparable al electrón «aunque con carga eléctrica positiva» es en todo caso didácticamente bastante útil al permitir describir el comportamiento de estos fenómenos.
Otra característica peculiar de los huecos de electrón es que su movilidad resulta ser menor que la de los electrones propiamente dichos; por ejemplo la relación entre la movilidad de los electrones y la de los «huecos» (de electrones) tiene un valor aproximado de 2,5-3.